# 野口冬人
野口 冬人（のぐち ふゆと、1933年2月27日 - 2016年12月13日）は、日本の旅行作家、温泉評論家。民俗研究家（山村民俗）。本名は野口 邁（のぐち つとむ）。

## 来歴
東京都出身。東京都立石神井高等学校卒業。山の雑誌・旅のガイドブック編集を経て、現代旅行研究所代表取締役。
温泉関連の著作が多く、『読売旅行』などに温泉関連の連載を多く抱える。1965年から旅行作家として活躍し、離島を含め、国内のほとんどという約3300の温泉を踏破し、「全国露天風呂番付」を制作した。
1973年（昭和48年）に設立した株式会社現代旅行研究所代表のほかに、旅行作家の会代表、日本山書の会、山村民俗の会会員、NPO法人健康と温泉フォーラムへも参加している。南会津山の会の会員でもある。
全国の露天風呂を評価した、露天風呂番付を作成した。2004年には、それまでの温泉の適正利用の普及啓発の推進に貢献したことが評価され、環境大臣から温泉関係功労者表彰を受けている。
2008年（平成20年）に大分県長湯温泉の「林の中の小さな図書館」に、また、2009年（平成21年）には、岡山県湯原温泉に「野口冬人記念資料室」ができ、旅と温泉の資料を寄贈している。2015年、静岡県観音温泉に「野口冬人『温泉・山・旅』資料室」を開設。
2016年12月13日、前立腺癌のため死去。

## 著書
代表的な著書は以下のものがある。
- 『湯治の宿』読売旅行出版社 1979年9月20日
- 『効能別 全国温泉めぐり』旅行読売出版社、1993年、ISBN 978-4897523040
- 『全国温泉大事典』旅行読売出版社。1997年、ISBN 978-4897520599
- 『からだにいい湯治の旅』実業之日本社、1998年、ISBN 978-4408007526
- 『書斎のビバーク』日本山書の会、2007年。